# The Difficult Couple
The Difficult Couple er en kinesisk stumfilm fra 1913 af Zhang Shichuan.